# Dimityr Dimitrow (ur. 2000)
Dimityr Dimitrow, bułg. Димитър Димитров (ur. 11 grudnia 2000 w Płowdiw) – bułgarski siatkarz, reprezentant Bułgarii, grający na pozycji atakującego.

## Sukcesy klubowe
Liga bułgarska:
- 2018[8]
- 2019[9]

Superpuchar Francji:
- 2024[10]